# Speluzzi
Speluzzi est une localité rurale argentine située dans le département de Maracó, dans la province de La Pampa. Sa zone rurale s'étend jusqu'au département de Trenel.

## Démographie
La localité compte 367 habitants (Indec, 2010), soit une augmentation de 42 % par rapport au précédent recensement de 2001 qui comptait 258 habitants.